# Mount Healthy, Ohio
Mount Healthy là một thành phố thuộc quận Hamilton, tiểu bang Ohio, Hoa Kỳ. Năm 2010, dân số của thành phố này là 6098 người.

## Dân số
- Dân số năm 2000: 7149 người.
- Dân số năm 2010: 6098 người.